# Endococcus
Endococcus Nyl. (endokokus) – rodzaj grzybów z klasy Dothideomycetes. Zaliczane są do grupy grzybów naporostowych.

## Systematyka i nazewnictwo
Pozycja w klasyfikacji według Index Fungorum: Incertae sedis, Incertae sedis, Incertae sedis, Dothideomycetes, Pezizomycotina, Ascomycota, Fungi.
Synonimy nazwy naukowej: Discothecium Zopf, Pseudoendococcus Marchand, Sorothelia Körb.
Nazwa polska według W. Fałtynowicza.

## Gatunki występujące w Polsce
- Endococcus nanellus Ohlert 1870 – endokokus drobny
- Endococcus rugulosus Nyl. 1855 – endokokus mały[4]
- Endococcus propinquus (Körb.) D. Hawksw. 1979 – endokokus zmienny
- Endococcus stigma (Körb.) Stizenb. 1882[5] – endokokus plamkowaty

Nazwy naukowe na podstawie Index Fungorum. Nazwy polskie według checklist W. Fałtynowicza.